# Сейм Словацкой земли
Сейм Словацкой земли (словац. Snem Slovenskej krajiny), также "Автономный парламент" - парламент Словацкой Республики в составе Чехословакии в 1938 - 1939 годах. Заседал в Братиславе. 
Первые выборы в сейм состоялись 18 декабря 1938 года, заседания начались с 18 января 1939 года.
После образования Первой Словацкой республики 14 марта 1939 года сейм Словацкой земли преобразован в Словацкий сейм. 21 июля 1939 года тот, в свою очередь, переименован в Сейм Словацкой Республики. В 1945 году, после исчезновения Первой республики, сейм расформировали. Когда срок полномочий первоначального парламента истек в 1943 году, он был продлен решением самого парламента до 31 декабря 1946 года